# Hans Wilhelm Mutzbauer

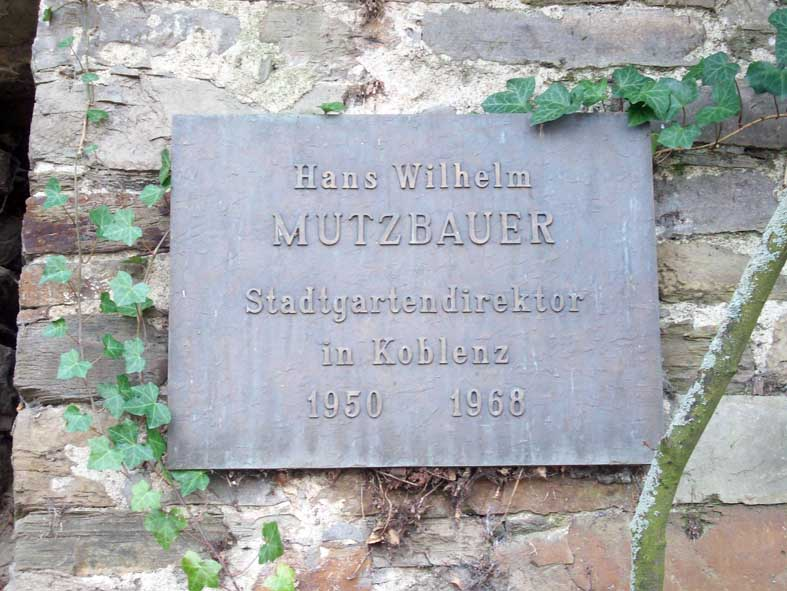
Gedenktafel für Hans Wilhelm Mutzbauer in den Rheinanlagen

Hans Wilhelm Mutzbauer (* 26. Februar 1908 in Essingen (Pfalz); † 3. November 1968 in Koblenz) war ein deutscher Gartenbauarchitekt. Als Leiter des städtischen Garten- und Friedhofsamts war er ab 1950 unter anderem für den Wiederaufbau der kriegszerstörten Friedhöfe und Parkanlagen der Stadt Koblenz, darunter die Koblenzer Rheinanlagen, zuständig.

## Leben und Beruf
Der gebürtige Pfälzer erlernte seinen Beruf an der Gartenbau-Hochschule in Weihenstephan bei Freising. Während seiner Ausbildung hatte er dort einen Arbeitsunfall, in dessen Folge ihm ein Unterschenkel amputiert werden musste. Nach seinem Abschluss fand er zunächst eine Anstellung im österreichischen Graz, von wo er 1935 nach Nürnberg wechselte. Hier wirkte er am Ausbau des Tiergartens am Dutzendteich mit. 1939 trat er seine erste Stelle als Gartendirektor in Ludwigshafen am Rhein an. Nach dem Zweiten Weltkrieg wurde er schließlich im Januar 1950 nach Koblenz berufen, wo er bis zu seinem Tod 1968 dem Koblenzer Garten- und Friedhofsamt vorstand. Er war verheiratet und hatte drei Kinder. Hans Wilhelm Mutzbauer verstarb unerwartet am 3. November 1968. Er wurde auf dem von ihm 1954/1955 geschaffenen Neuen Pfaffendorfer Friedhof begraben.

## Wirken als Gartenbaudirektor in Koblenz
In der Stadt an Rhein und Mosel leistete Mutzbauer einen großen Beitrag zum Wiederaufbau bzw. zur Neugestaltung der Koblenzer Parkanlagen. So hatte er mit seinen Mitarbeitern innerhalb von nur 5 Monaten die Rheinanlagen nach schweren Kriegszerstörungen neu aufgebaut und ausgestaltet. Viele Anlagen in Koblenz tragen oder trugen seine Handschrift, so z. B.:
- der Blumenhof des Deutschherrenhauses (zur Bundesgartenschau 2011 neu gestaltet),
- der 1958 umgestaltete Lützeler Volkspark,
- die Moseluferpromenaden von der Europabrücke zur Koblenzer Staustufe,
- die Gestaltung des Overbergplatzes im Stadtteil Goldgrube.

Einen weiteren Schwerpunkt seiner Tätigkeit in Koblenz bildete der Ausbau und die Neuanlage von Friedhöfen. So ließ er beispielsweise den Koblenzer Hauptfriedhof wiederherstellen und ausbauen und neue Friedhöfe in den Stadtteilen Lützel, Pfaffendorf und Asterstein anlegen.
Eine seiner bedeutendsten Arbeiten ist nach 1956 die Umgestaltung der ehemaligen Batterie Hübeling, eines Teils der preußischen Festung Koblenz und Ehrenbreitstein, zu einem Ehrenmal mit rund 10.000 m² Fläche für die im Krieg Gefallenen der Stadt Koblenz. Mit dieser „Gedächtnisstätte" […] hat sich Mutzbauer in den Herzen vieler Koblenzer ein Denkmal gesetzt“. Im Zuge des Umbaus wurden u. a. die Schießscharten im unteren Stockwerk des Gebäudes zu großen Durchgängen aufgebrochen und die Scharten in der oberen Etage mit Kathedralenglas verschlossen, so dass der Raum durch das gedämpfte Licht eine feierliche Atmosphäre erhielt. Die künstlerische Ausgestaltung der Wände mit den Namen der Toten und Vermissten übernahm Franziska Plate, während die „überlebensgroße, bronzene Engelsgestalt“ eine Arbeit des Bildhauers Eugen Keller war.

## Würdigung
Die Arbeiten Mutzbauers, die von einer Abkehr von barocken Anlagen hin zu einem funktionalen Verständnis der Gartenbaukunst geprägt sind, stehen für eine neue Richtung in der Gartenkunst, „die einen völligen Bruch mit der Vergangenheit und eine politische Neuorientierung auch nach außen hin zeigen sollte“. Heute erinnert eine schlichte bronzene Gedenktafel in den Rheinanlagen an der ehemals preußischen Stadtmauer (50° 21′ 15″ N, 7° 36′ 9,5″ O), unweit der Pfaffendorfer Brücke, an den bedeutenden Koblenzer Gartendirektor der Nachkriegszeit, „der wegen seiner Verdienste für die Koblenzer Anlagen auch als ihr zweiter Schöpfer apostrophiert wird.“